# West Kept Secret: The Prequel
Albums de Spider Loc
Da 1 U Love 2 Hate
(2008)
West Kept Secret: The Prequel est le premier album studio de Spider Loc, sorti le 11 septembre 2007.

## Liste des titres
| No  | Titre                                                                             | Contient un (des) sample(s) de       | Durée |
| --- | --------------------------------------------------------------------------------- | ------------------------------------ | ----- |
| 1.  | SPI (Produit par RARE)                                                            |                                      | 2:21  |
| 2.  | Blutiful World (featuring E-Note – Produit par Da Riffs)                          | 5th of Ghetto des 5th Ward Boyz      | 4:04  |
| 3.  | Big Blacc Boots (featuring Ice Cube – Produit par Da Riffs)                       |                                      | 3:02  |
| 4.  | Get Right Down (Produit par Da Trac Addic)                                        | Simply Beautifu d'Al Green           | 2:21  |
| 5.  | Sometimes (Produit par RARE)                                                      |                                      | 2:48  |
| 6.  | All I Know (featuring E-Note – Produit par RARE)                                  |                                      | 2:53  |
| 7.  | Look At Me (featuring E-Note – Produit par RARE)                                  |                                      | 2:28  |
| 8.  | Make You Love Me (Produit par RARE)                                               |                                      | 2:55  |
| 9.  | Russ (Produit par Spider Loc)                                                     |                                      | 2:39  |
| 10. | Hustle to You Come Up (Produit par Nephew)                                        |                                      | 4:23  |
| 11. | Hold On (Produit par Da Trac Addic)                                               | Holding Back the Years de Simply Red | 2:37  |
| 12. | Close to the Edge (Produit par Spider Loc)                                        |                                      | 1:55  |
| 13. | Cry and Cry (featuring L.O.V.E. – Produit par Capone-E)                           |                                      | 2:49  |
| 14. | I Like (Produit par RARE)                                                         |                                      | 2:00  |
| 15. | Blutiful World (Re-Remix) (featuring Papa Smurf and Piper – Produit par Da Riffs) |                                      | 3:56  |